# USS Gandy (DE-764)
USS Gandy (DE-764) là một tàu hộ tống khu trục lớp Cannon từng phục vụ cùng Hải quân Hoa Kỳ trong Chiến tranh Thế giới thứ hai. Nó là chiếc tàu chiến duy nhất của Hải quân Hoa Kỳ được đặt cái tên này, theo tên thủy thủ Andrew Jackson Gandy (1924-1942), người từng phục vụ trên tàu tuần dương hạng nặng San Francisco (CA-38), đã tử trận trong trận Hải chiến Guadalcanal vào ngày 12 tháng 11, 1942 và được truy tặng Huân chương Chữ thập Hải quân. Nó đã phục vụ cho đến khi chiến tranh kết thúc, xuất biên chế năm 1946, rồi được chuyển cho Hải quân Ý năm 1952, và tiếp tục phục vụ như là chiếc Altair (F 591) cho đến năm 1971. Con tàu bị đánh chìm như một mục tiêu sau đó. Gandy được tặng thưởng một Ngôi sao Chiến trận do thành tích phục vụ trong Thế Chiến II.

## Thiết kế và chế tạo
Lớp Cannon có thiết kế hầu như tương tự với lớp Buckley dẫn trước; khác biệt chủ yếu là ở hệ thống động lực Kiểu DET (diesel electric tandem). Các động cơ diesel đặt nối tiếp nhau dẫn động máy phát điện để cung cấp điện năng quay trục chân vịt cho con tàu. Động cơ diesel có ưu thế về hiệu suất sử dụng nhiên liệu, giúp cho lớp Cannon cải thiện được tầm xa hoạt động, nhưng đánh đổi lấy tốc độ chậm hơn.
Vũ khí trang bị bao gồm ba pháo 3 in (76 mm)/50 cal trên tháp pháo nòng đơn có thể đối hạm hoặc phòng không, một khẩu đội pháo phòng không Bofors 40 mm nòng đôi và tám pháo phòng không Oerlikon 20 mm. Vũ khí chống ngầm bao gồm một dàn súng cối chống tàu ngầm Hedgehog Mk. 10 (có 24 nòng và mang theo 144 quả đạn); hai đường ray Mk. 9 và tám máy phóng K3 Mk. 6 để thả mìn sâu. Con tàu vẫn giữ lại ba ống phóng ngư lôi Mark 15 21 inch (533 mm). Thủy thủ đoàn đầy đủ bao gồm 15 sĩ quan và 201 thủy thủ.
Gandy được đặt lườn tại xưởng tàu của hãng Tampa Shipbuilding Company ở Tampa, Florida vào ngày 1 tháng 3, 1943. Nó được hạ thủy vào ngày 12 tháng 12, 1943, được đỡ đầu bởi cô Ruby Gandy, chị thủy thủ Gandy, và nhập biên chế cùng Hải quân Hoa Kỳ vào ngày 7 tháng 2, 1944 dưới quyền chỉ huy của Hạm trưởng, Thiếu tá Hải quân William A. Sessions.

## Lịch sử hoạt động

### USSGandy

#### Mặt trận Đại Tây Dương
Sau khi hoàn tất việc chạy thử máy huấn luyện tại vùng biển Bermuda Gandy gia nhập Đội hộ tống 22 tại New York. Nó đã hộ tống chiếc tàu kho chứa Yukon (AF-9) đi Norfolk, Virginia, rồi khởi hành từ New York vào ngày 15 tháng 4, 1944 trong thành phần hộ tống cho Đoàn tàu CU-21, gồm các tàu chở dầu, hướng sang Bắc Ireland. Trong ngày thứ hai của hành trình, lúc 08 giờ 06 phút ngày 16 tháng 4, tàu ngầm U-boat Đức U-550 đã phóng ngư lôi đánh chìm chiếc tàu chở dầu SS Pan-Pennsylvania. Trong khi Gandy cùng các tàu hộ tống khu trục Joyce (DE-317) và Peterson (DE-152) cứu vớt những người sống sót, lúc 09 giờ 50 phút, Joyce dò được tín hiệu sonar tàu ngầm đối phương và đã thả mìn sâu tấn công đối thủ.
Khi chiếc U-550 buộc phải nổi lên mặt biển cách mũi Gandy khoảng 600 yd (550 m) bên mạn phải, Trung tá hạm trưởng Sessions đã ra lệnh bẻ hết lái sang mạn trái, khai hỏa, và chuẩn bị để húc thẳng vào đối phương. Nó nhắm thẳng vào tháp chỉ huy của chiếc U-boat, nhưng đối thủ cũng cơ động né tránh, nên chiếc tàu hộ tống khu trục húc trúng phía sau của chiếc tàu ngầm, cách đuôi tàu 30 ft (9,1 m). Gandy lùi lại, vô hiệu hóa khẩu đội súng máy trên chiếc tàu ngầm bằng các phát đạn pháo, và chứng kiến thủy thủ Đức bắt đầu rời bỏ tàu. Trong khi Gandy đánh giá những hư hại cho mũi và lườn tàu sau cú húc, Joyce vớt được mười hai người sống sót. Sau một vụ nổ bên trong thân tàu, U-550 đắm tại tọa độ 40°09′B 69°44′T / 40,15°B 69,733°T, cách Nantucket, Massachusetts 70 mi (110 km) về phía Nam; về phía Gandy có bốn thủy thủ bị thương trong trận chiến này.
Gandy tiếp tục hộ tống cho đoàn tàu vận tải vượt đại dương, đi đến Lisahally, Bắc Ireland vào ngày 26 tháng 4; nó quay trở về New York vào ngày 12 tháng 5. Trong thời gian còn lại của cuộc xung đột tại Châu Âu, nó còn hộ tống thêm chín đoàn tàu vận tải khác từ New York đi sang Lisahally và Liverpool, và quay về đến Hoa Kỳ sau chuyến đi sau cùng vào ngày 24 tháng 5, 1945.

#### Mặt trận Thái Bình Dương
Sau khi được sửa chữa tại Xưởng hải quân New York, Gandy lên đường đi sang vịnh Guantánamo, Cuba vào ngày 8 tháng 6 để huấn luyện ôn tập, rồi khởi hành cho chuyến đi sang Mặt trận Thái Bình Dương. Sau một giai đoạn bảo trì và huấn luyện tại vùng biển quần đảo Hawaii, nó rời Trân Châu Cảng vào ngày 6 tháng 8 cho hành trình hướng sang Philippines ngang qua các quần đảo Marshall và Caroline. Tuy nhiên lúc con tàu còn đang trên đường đi, Nhật Bản chấp nhận đầu hàng vào ngày 15 tháng 8 giúp kết thúc cuộc xung đột. 
Khởi hành từ Leyte, Philippines vào ngày 24 tháng 8, Gandy hộ tống một đoàn tàu vận tải đưa lực lượng chiếm đóng đi sang Nhật Bản, đi đến vịnh Tokyo vào ngày 1 tháng 9. Sau khi diễn ra lễ ký kết văn kiện đầu hàng chính thức vào ngày 2 tháng 9, sang ngày hôm sau, nó hộ tống một đoàn tàu vận tải đi từ Okinawa đến Yokohama rồi lên đường vào ngày 16 tháng 11 để phục vụ cùng Tư lệnh Tiền phương biển Philippine. Con tàu hoạt động tuần tra quan trắc thời tiết tại khu vực giữa Manila, Samar và Manicani, cho đến khi khởi hành từ Samar vào ngày 1 tháng 2, 1946 để quay trở về Hoa Kỳ. 
Sau hành trình đi ngang qua Hawaii, San Pedro, California và kênh đào Panama, Gandy về đến Norfolk, Virginia vào ngày 26 tháng 3. Nó được cho xuất biên chế tại Green Cove Springs, Florida vào ngày 17 tháng 6, 1946 và được đưa về Hạm đội Dự bị Đại Tây Dương.

### Altair(F 591)

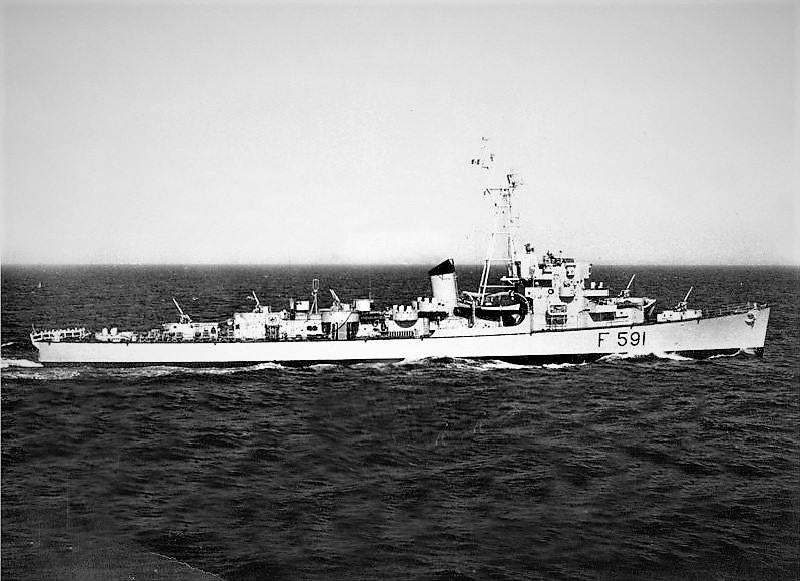
Tàu frigate Altair (F 591) đang trên đường đi

Sau gần năm năm bị bỏ không, Gandy được chuyển giao cho Ý vào ngày 10 tháng 1, 1951 trong khuôn khổ Chương trình Viện trợ Quân sự. Tên nó được cho rút khỏi danh sách Đăng bạ Hải quân Hoa Kỳ vào ngày 26 tháng 3, 1951.  Con tàu tiếp tục phục vụ cùng Hải quân Ý như là chiếc tàu frigate Altair (F 591) cho đến khi ngừng hoạt động và bị đánh chìm như một mục tiêu vào năm 1971.

## Phần thưởng
Gandy được tặng thưởng một Ngôi sao Chiến trận do thành tích phục vụ trong Thế Chiến II.
|  |             |  |
|  | Bronze star |  |

| Dãi băng Hoạt động Tác chiến (truy tặng)      | Dãi băng Hoạt động Tác chiến (truy tặng)                                     | Huân chương Chiến dịch Hoa Kỳ                                                | Huân chương Chiến dịch Hoa Kỳ        |
| Huân chương Chiến dịch Châu Á-Thái Bình Dương | Huân chương Chiến dịch Châu Âu-Châu Phi-Trung Đông với 1 Ngôi sao Chiến trận | Huân chương Chiến dịch Châu Âu-Châu Phi-Trung Đông với 1 Ngôi sao Chiến trận | Huân chương Chiến thắng Thế Chiến II |